# Eisenacher Strasse (Berlins tunnelbana)
Eisenacher Strasse  på Eisenacher Strasse i stadsdelen Schöneberg är en tunnelbanestation i Berlins tunnelbana på linje U7. Stationen byggdes 1968–1970 och är formgiven av Rainer G. Rümmler. Den öppnades 29 januari 1971 som en del i den nordvästra utbyggnaden av tunnelbanan. Stationens gröna väggar anspelar på Thüringens gröna skogar där staden Eisenach ligger. Stationens utformning går igen i stationerna Bayerischer Platz och Walther-Schreiber-Platz från samma tid.
Stationen ligger under Grunewaldstrasse med entré mot Eisenacher Strasse samt en entré vid Schwäbische Strasse, nära Apostel-Paulus-Kirche och restauranggatan Goltzstrasse.

## Bilder

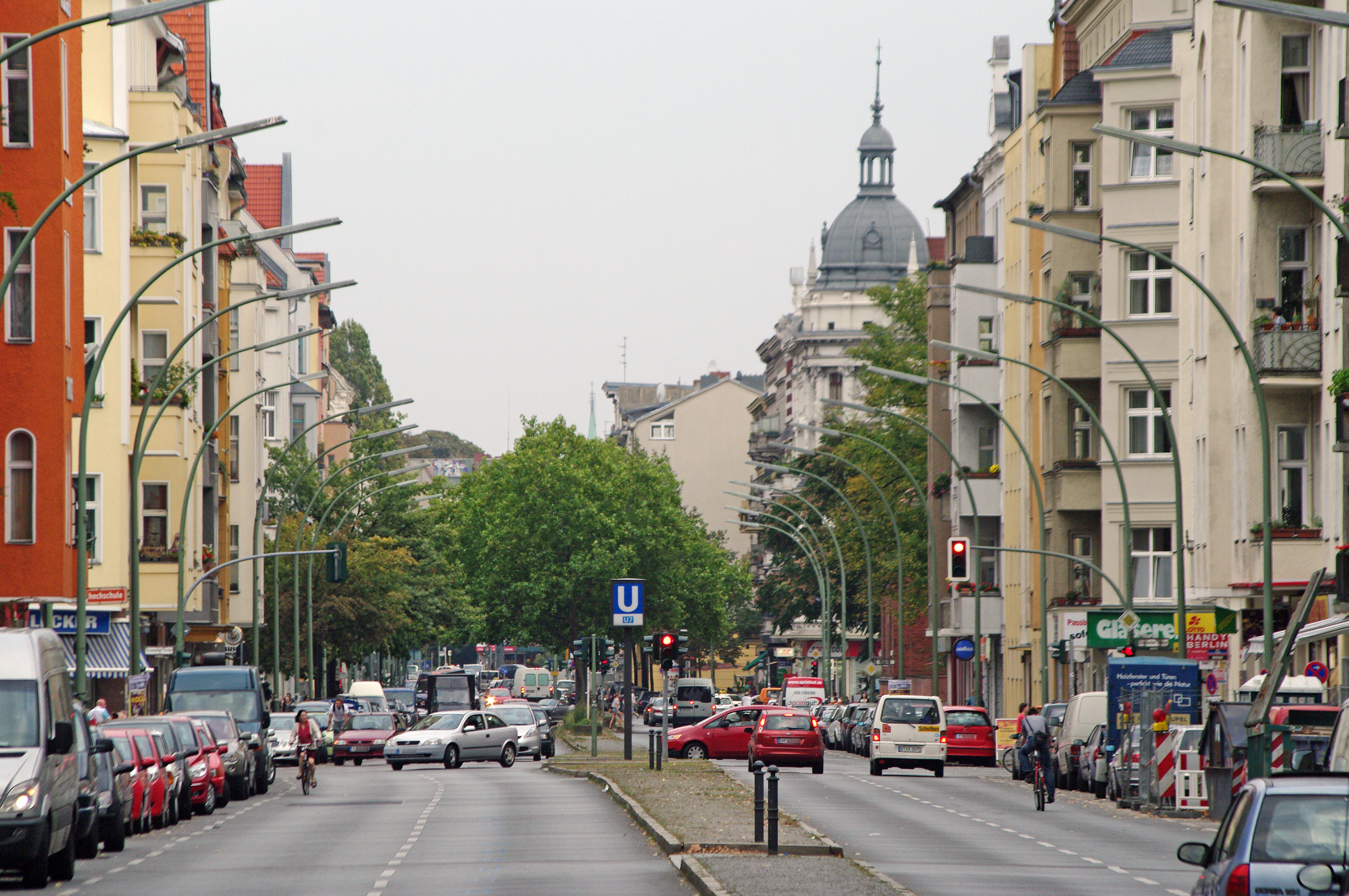
Grunewaldstrasse med U-Bahnskylt
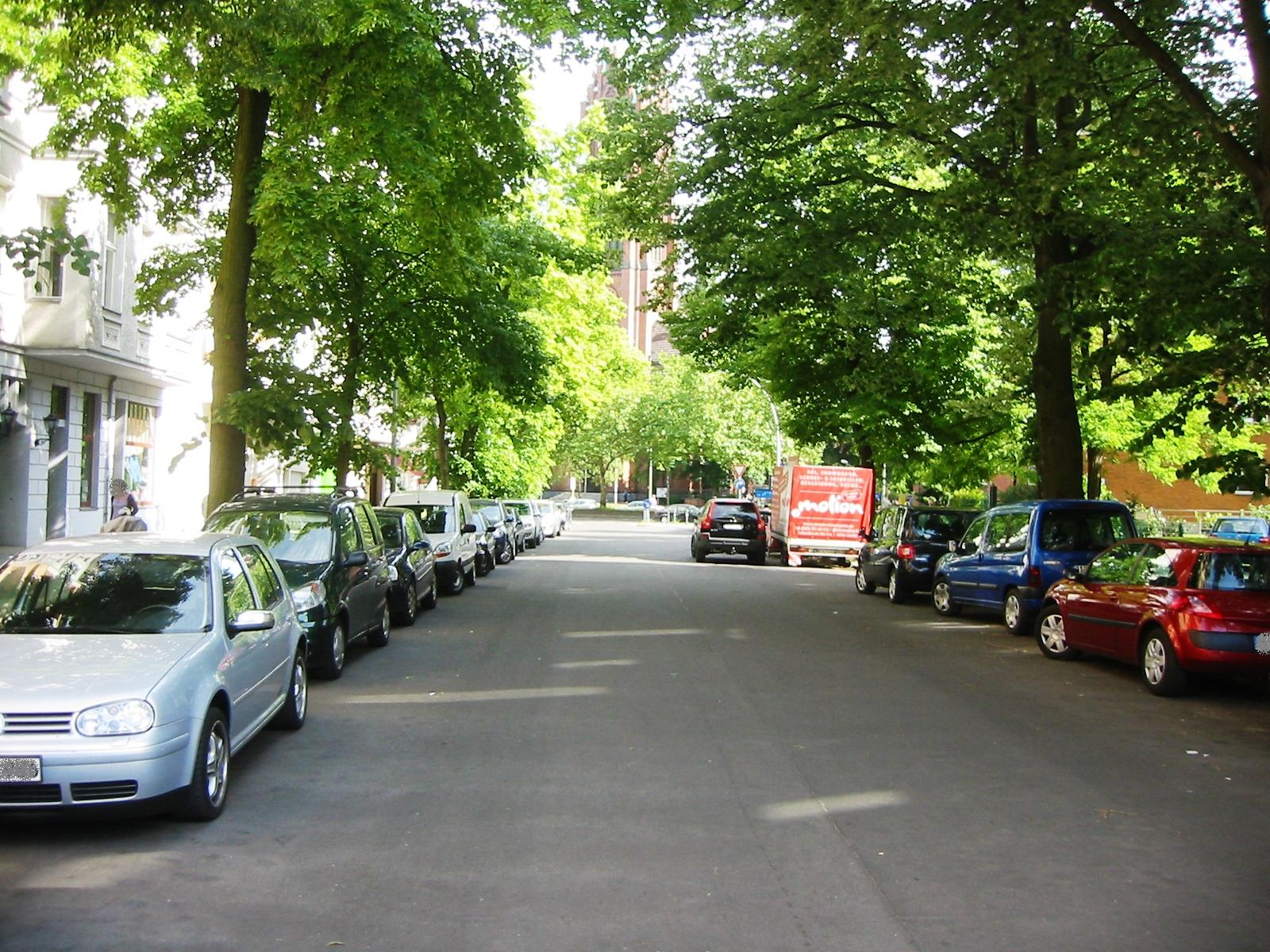
Schwäbische Strasse, nära tunnelbaneentrén
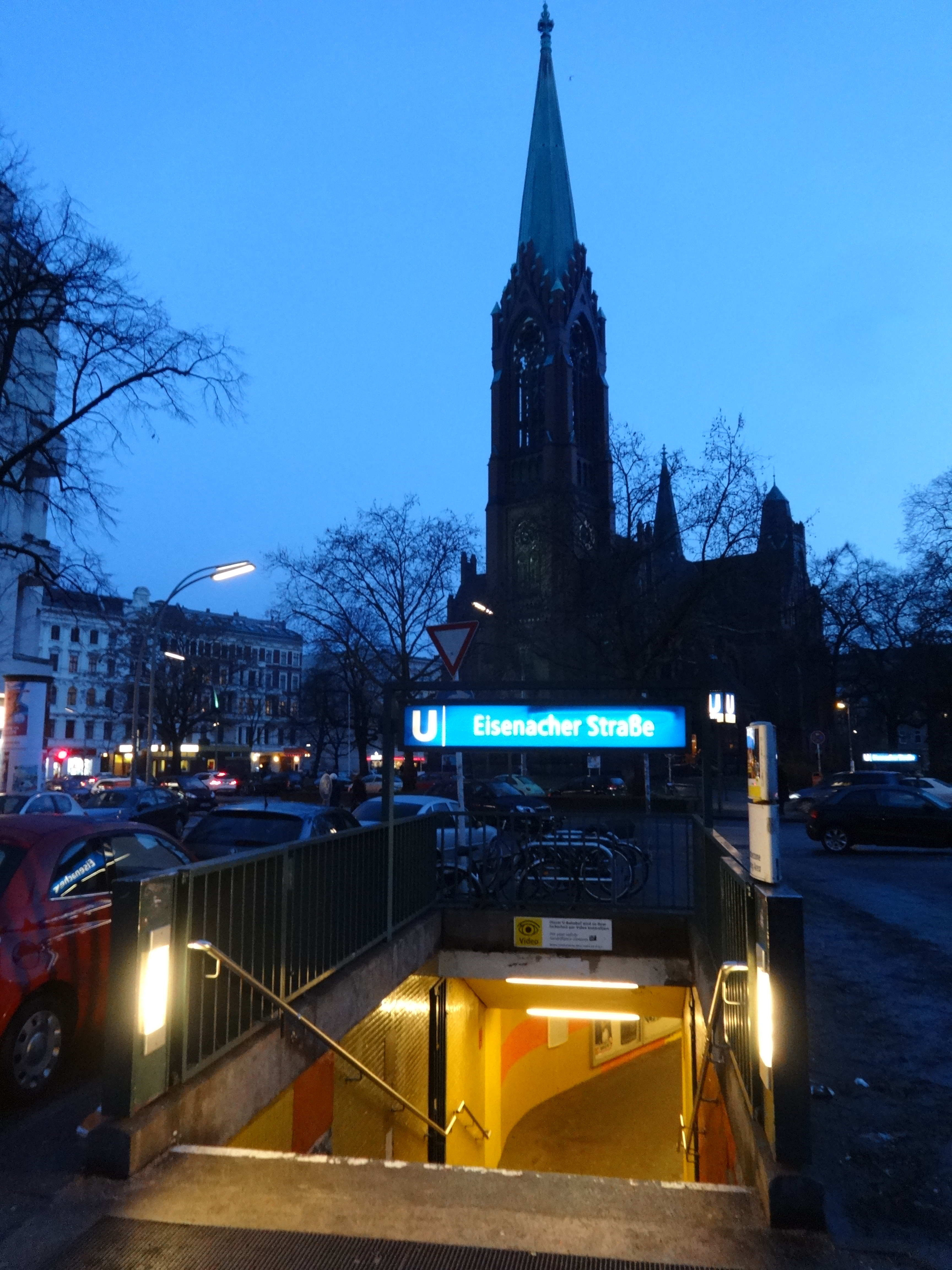
Entré vid Apostel-Paulus-Kirche